# Detroit Turbos
Detroit Turbos – zawodowa drużyna lacrosse, która grała w National Lacrosse League. Drużyna miała swoją siedzibę w Detroit w Stanach Zjednoczonych. Rozgrywała swoje mecze na Joe Louis Arena. 

## Osiągnięcia
- Champion’s Cup: 1991
- Mistrzostwo dywizji: 1991, 1992

## Wyniki
W-P Wygrane-Przegrane, Dom-Mecze w domu W-P, Wyjazd-Mecze na wyjeździe W-P, GZ-Gole zdobyte, GS-Gole stracone
| Sezon | W-P   | Dom   | Wyjazd | GZ  | GS  |
| ----- | ----- | ----- | ------ | --- | --- |
| 1989  | 6-2   | 3-1   | 3-1    | 104 | 87  |
| 1990  | 1-7   | 1-3   | 0-4    | 89  | 111 |
| 1991  | 8-2   | 4-1   | 4-1    | 184 | 136 |
| 1992  | 6-2   | 2-2   | 4-0    | 140 | 107 |
| 1993  | 3-5   | 2-2   | 1-3    | 109 | 122 |
| 1994  | 5-3   | 3-1   | 2-2    | 94  | 95  |
| Razem | 29-21 | 15-10 | 14-11  | 720 | 658 |